# Dreidecker (Schiff)
In der Schifffahrt ist Dreidecker die Bezeichnung für den Typ eines Linienschiffs mit drei Batteriedecks. Diese Art von Schiffen waren vom 17. bis zum 19. Jahrhundert gebräuchlich. Die Zählung der Batteriedecks ist unabhängig von der Anzahl und Zählung der Schiffsdecks. Verschiedentlich (z. B. bei der schwedischen Svärdet) werden Back und Schanz zu einer Batterie zusammengefasst, oder ein Schiff mit drei Decks hat nur zwei durchgehende Batterien und zusätzlich Geschütze auf Back und Schanz (z. B. die niederländische Gouden Leeuw). Deshalb kann es zu unterschiedlichen Interpretationen kommen, ob ein Schiff tatsächlich ein Dreidecker ist oder nicht.
Bei den Dreideckern handelt es sich um Linienschiffe 1. und 2. Ranges. Das einzige erhaltene Exemplar eines Dreideckers ist das Flaggschiff Admiral Nelsons, die Victory.
Daneben gab es auch Handelsschiffe der englischen und niederländischen Ostindiengesellschaften, die von Zeitgenossen als Dreidecker angesprochen wurden. In der zweiten Hälfte des 18. Jahrhunderts versuchte man die Betriebskosten pro Fracht zu senken, um bei kleineren Gewinnspannen profitabler zu arbeiten und ein weiteres Warenspektrum aus Ostasien in Europa anbieten zu können. Eine Idee bestand darin, einzelne Schiffe größer zu bauen und die Kuhl zu schließen. Damit sollte sowohl mehr Ware pro Schiff und Fahrt nach Europa gelangen als auch Schiff, Ladung und Besatzung weniger den Elementen ausgesetzt werden. Allerdings stiegen die Anschaffungs- und Unterhaltskosten gegenüber bisherigen Retourschiffen. Deshalb waren die Handelsschiff-Dreidecker unrentabel und wurden nach den napoleonischen Kriegen in dieser Form nicht mehr ausgeführt.

## Dreidecker-Linienschiff (Auswahl)

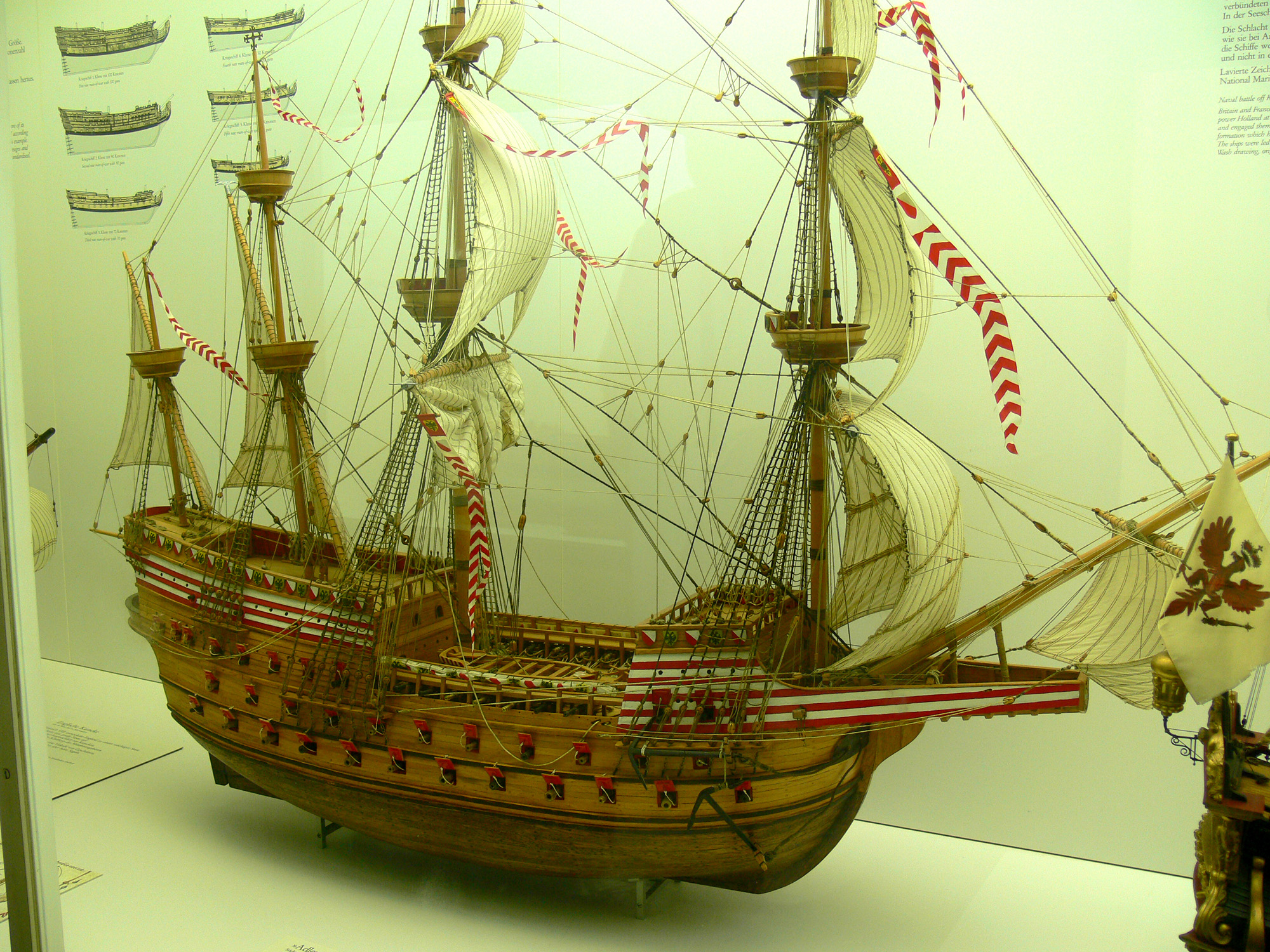
Dreidecker 16. Jahrhundert,
(Modell der Adler von Lübeck)

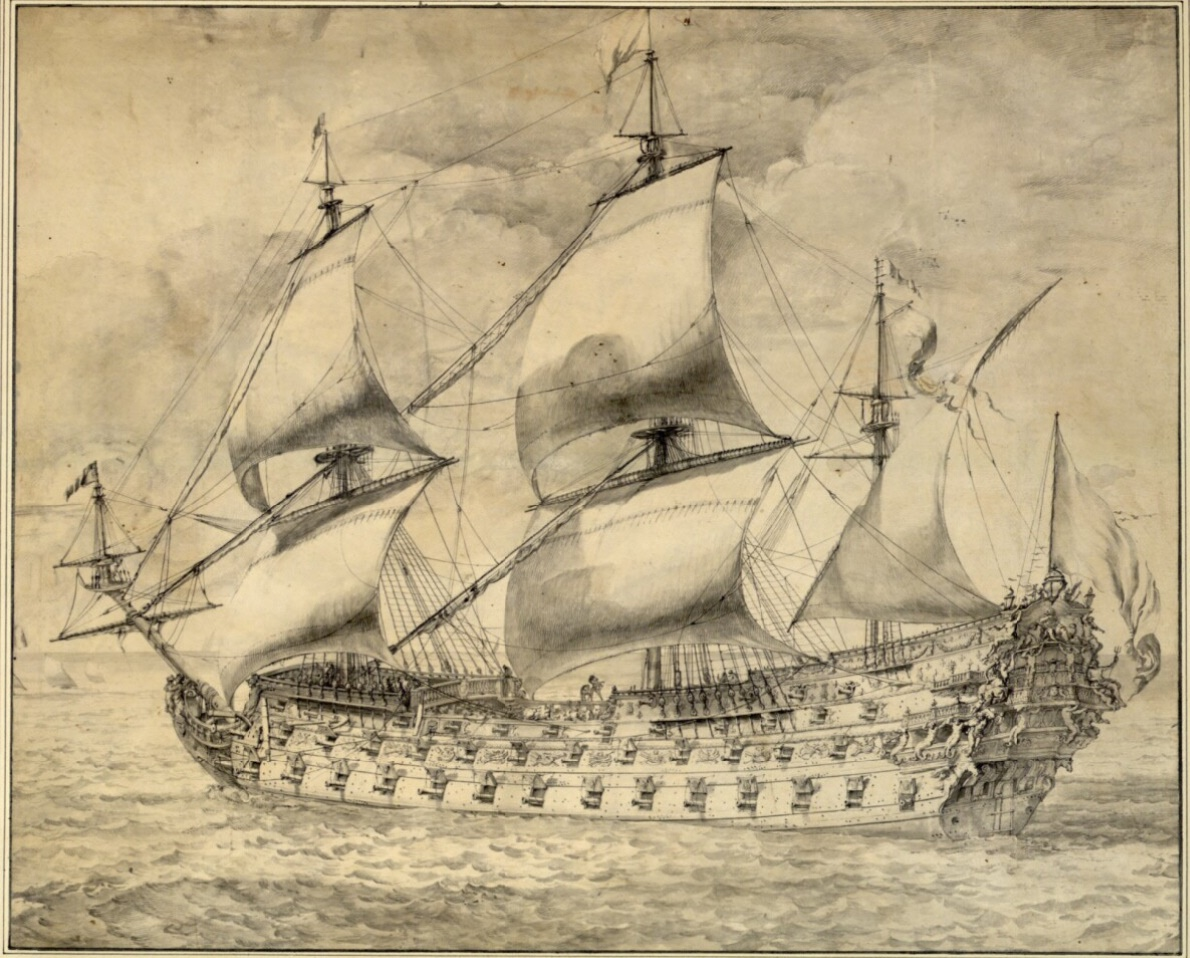
Dreidecker 17. Jahrhundert,
(französische Royal Louis)

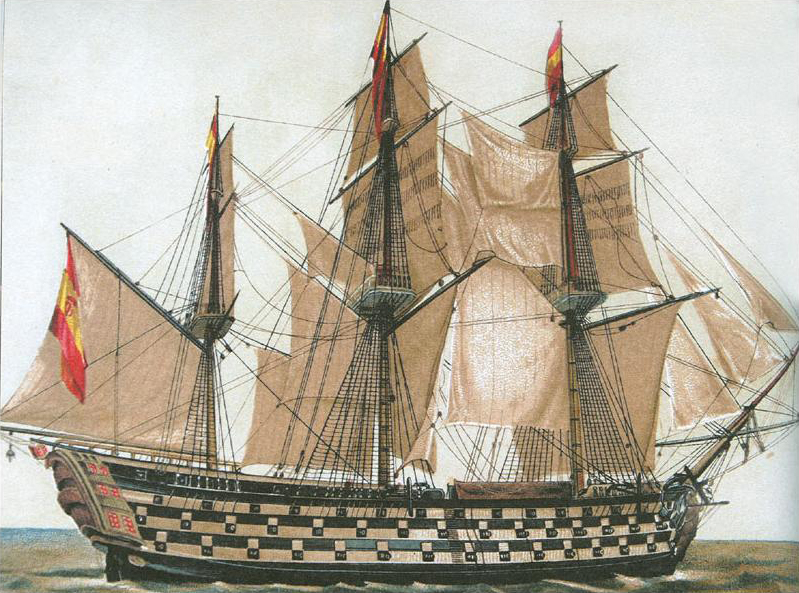
Dreidecker 18. Jahrhundert,
(spanische Santa-Ana-Klasse)

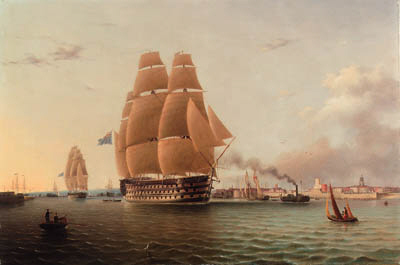
Dreidecker 19. Jahrhundert,
(britische Queen-Klasse)

### Dänemark
- Fortuna 80–140 Geschütze (1566–1601)
- Tre Kroner 64–90 Kanonen (1604–1624)
- Sophia Amalia, 86/108 Kanonen (1650–1687)
- Fredericus Quartus (Frederik IV), 110 Kanonen (1699–1732)
- Nye Elephant (Elephanten), 90 Kanonen (1703–1723)
- Christianus Sextus (Christian VI), 90 Kanonen (1733–1769)
- Fredericus Quintus (Frederik V), 90 Kanonen (1753–1775)
- Christian den Syvende (Christian VII), 90 Kanonen (1767–1799)

### Deutschland
- Adler von Lübeck, 138 Geschütze (1567–1570)

### Frankreich
- Royal Louis, 104 Kanonen (1669–1667)
- Tonnant-Klasse, 2 Schiffe, 70–76 Kanonen (1681–1692)
- Foudroyant-Klasse, 2 Schiffe, 90-Kanonen (1691–1692)
- Royal Louis, 110 Kanonen (1693–1723)
- Foudroyant, 110 Kanonen (1725–1742)
- Ville de Paris, 90 Kanonen (1764–1782)
- Bretagne, 100 Kanonen (1767–1796)
- Terrible-Klasse, 2 Schiffe, 110 Kanonen (1780–1807)
- Commerce de Marseille-Klasse, 15 Schiffe, 118 Kanonen (1790–1885)
- Bretagne, 130 Geschütze (1855–1865)

### Großbritannien
- Prince Royal, 55–92 Kanonen (1610–1666)
- Sovereign of the Seas, 102 Kanonen (1638–1697)
- Royal Charles, 100 Kanonen (1673–1767)
- Coronation, 90 Kanonen (1685–1691)
- Cumberland, 80 Kanonen (1695–1707)
- Victory, 100 Kanonen (1737–1744)
- Princess Amelia, 80 Kanonen (1757–1788)
- Sandwich-Klasse, 90 Kanonen (1759–1810)
- Britannia, 100 Kanonen  (1778–1825)
- Victory, 100 Kanonen, seit 1778
- London-Klasse, 4 Schiffe, 98 Kanonen (1778–1839)
- Caledonia-Klasse, 9 Schiffe, 120 Kanonen (1808–1914)
- Queen, 110 Kanonen (1840–1871)

### Niederlande
- Zeelandia, 90/94 Kanonen (1682–1712)
- Unie, 92 Kanonen (1692–1721)
- Eendracht, 100 Kanonen (1703–1712)
- Amsterdam, 96 Kanonen (1712–1738)
- Haarlem, 96 Kanonen (1721–1737)

### Osmanische Reich
- Kebir Üç Ambarlı, 130 Kanonen (1701–1722)
- Çifte Aslan Kıçlı, 110 Kanonen (1726–1752)
- Mahmudiye, 128 Kanonen (1829–1874)

### Russland
- Lesnoje, 90 Kanonen (1718–1740)
- Gangut, 90/92 Kanonen (1719–1736)
- Nord-Adler-Klasse, 3 Schiffe, 88 Kanonen (1720–1740)
- Swjatoi-Pawel-Klasse, 10 Schiffe, 80/86 Kanonen (1743–1781)
- Tschesma-Klasse, 8 Schiffe, 100/108/112 Kanonen (1783–1808)
- Blagodat‘, 130 Kanonen (1800–1812)
- Leipzig-Klasse, 2 Schiffe, 110/118 Kanonen (1816–1824)
- Rossija, 120/128 Kanonen (1839–1856)

### Portugal
- Nossa Senhora da Conceição, 90 Kanonen (1771–1822)

### Schweden
- Svärdet, 86–94 Kanonen (1662–1676)
- Riks-Nyckeln, 84–88 Kanonen (1665–1679)
- Kronan, 126 Kanonen (1672–1676)
- Konung Karl, 108/96 Kanonen (1694–1771)
- Göta Lejon, 92 Kanonen (1702–1745)
- Drottning Ulrika Eleonora, 84 Kanonen (1719–1765)

### Spanien
- Nuestra Señora de la Concepción y de las Ánimas, 90 Kanonen (1688–1705)
- Real Felipe, 114 Kanonen (1732–1748)
- Nuestra Señora de la Santísima Trinidad, 116 Kanonen (1769–1805)
- Purísima-Concepción-Klasse, 2 Schiffe, 112 Kanonen (1780–1849)
- Santa-Ana-Klasse, 8 Schiffe, 112 Kanonen (1785–1816)
- Rayo, 100 Kanonen (1803/4–1805, Umbau/Rebuild aus Zweidecker)